# Halluz
Halluz (arab. حللوز) – wieś w Syrii, w muhafazie Idlib. W 2004 roku liczyła 547 mieszkańców.